# 동무 (전한)
동무(董武, ? ~ ?)는 전한 말기의 제후로, 애제의 총신 동굉의 아들이다.

## 행적
원수 원년(기원전 2년), 동굉의 뒤를 이어 고창후(高昌侯)에 봉해졌다.
고창후 무 2년(기원후 1년), 동굉이 생전에 저지른 잘못 때문에 작위가 박탈되었다.

## 출전
- 반고, 《한서》 권17 경무소선원성공신표

| 선대 아버지 고창양후 동굉 | 전한의 고창후 기원전 1년 ~ 기원후 1년 | 후대 (26년 후) 동영 |